# Abad (Al-Bab)
Abad (arab. أعبد) – wieś w Syrii, w muhafazie Aleppo. W 2004 roku liczyła 1213 mieszkańców.